# 四个愚夫之金玉满堂
《四个愚夫之金玉满堂》（英文：Huat The Fish）是一部由小华执导的2016年马来西亚贺岁电影。

## 剧情
馬來西亞吉膽島（Pulau Ketam） 岛民都過著簡單樸素的生活。然而這些年，年輕人都不斷地往大城市發展，使当地捕魚業開始青黃不接，島上的人口也漸漸的減少了。在島上有四位好友，海、洋、友、水、四个漁夫，四种性格，但感情却如亲兄弟。
刘海（林德荣飾演）是四人當中的老大，為人衝動、好賭成性、對生活毫無目標，妻子阿麗（潘毖玲飾演）也因此離他而去。江洋（劉界輝飾演）好吃懶做、擅長泡妞。
最期望自己能找到一位有錢的女友，以後就算不用工作也可以享受生活。苏东友（陳浩然飾演）貪生怕死，因一時“貪玩”而被逼娶了一个自己不爱的女人家的阿欣（尹匯雰飾演）做老婆，每天在家与父親及妻子吵得雞犬不寧。陈有水（鍾瑾樺飾演）單純善良、凡事都捨己為人。父母因出海謀生而意外喪生，与姐姐巧俞（顏薇恩飾演）相依為命。好兄弟四人就靠著水皮的父母留下的渔船出海为生。吉膽島每逢週末都有不少的遊客觀光，四个渔夫没出海時也充當導遊赚取佣金，刚巧碰上避开城市繁嚣生活，来到吉膽島喘气的美麗遊客可兒（吴胤婷飾演），兄弟们開始爭風吃醋，使出渾身解数，祈求追得美人归。
四个渔夫因為生活壓力、环境所逼以及厌倦了岛上毫无新意的生活，又適逢農曆新年将至，他們竟然做出了一个大胆的決定……雖然他們成功得到了一大筆不義之財，生活也因此改變。正當他們要享受榮華富貴之際，竟没想到重重殺機已經埋伏在身邊了……一个朴素美麗的吉膽小島，在农历新年除夕夜從此不再平靜。

## 演出

### 主要演员
| 演员   | 角色   | 昵称／关系 |
| 林德荣 | 刘海   | 海胆 渔夫 阿丽之丈夫，因为他的好赌而导致阿丽离他而去 Lucas之父亲 为了新年和苏东友婚礼的额外开支，因此和他的兄弟愚昧做了一场大买卖，当可儿抢劫了钱财后，他和他的兄弟们就变成了愚夫，抢走了钱财 最后因为他和江洋、苏东友和陈友水获得不义之财并被可儿和她的手下利用他们的家人来勒索和抢劫一笔钱财，加上他们不知所措，所以决定致电何警官，让他们来决定演一场戏（那就是警方假扮他们抢劫，并把钱财给了他们），结果他们变成了污点证人，须入狱一年 |
| 刘界辉 | 江洋   | 蒲鱼 渔夫 |
| 陈浩然 | 苏东友 | 苏东（Sotong） 渔夫 |
| 钟瑾桦 | 陈友水 | 水皮 渔夫 |
| Fancy  | 可儿   | |

## 音乐
继《吉龙波》这部电影的主题曲使用了许冠杰的《鬼马双星》（马来西亚环球唱片提供歌曲版权）后，这部电影将继续和环球唱片提供版权，利用许冠杰的《浪子心声》来当主题曲。唯一不同的是，《吉龙波》这部电影是使用《鬼马双星》做主题曲兼片尾曲（当时《鬼马双星》这部电影也沿用为片尾曲，这里是环球唱片提供这首歌曲给小华让他来利用这首歌当主题曲兼片尾曲，因此当时这部电影没有任何原创片尾曲），而《四个愚夫之金玉满堂》除了沿用许冠英的歌曲做为主题曲外，这部电影拥有原创的片尾曲。
1. ↑  这部电影原本是粤语对白，可儿的角色是以粤语为语言，但因Fancy不会粤语而导致编剧组把这些粤语剧本改成华语剧本，因此会听到可儿这个角色为何会说华语而不是粤语。